# Televinken

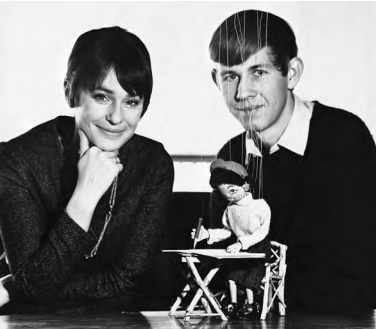
Anita Lindman, Ola Lundberg och Televinken

Televinken var en marionettdocka som framträdde i program skapade av Anita Lindman och Ola Lundberg och "föddes" 1964. Rösten till Televinken och dockförare gjorde Ola Lundberg, en drifttekniker på Sveriges Radio som tidigare arbetat något med dockteater.

## Historik
Televinken uppträdde i det populära barnprogrammet Anita och Televinken som förekom i många olika former i tv och radio mellan 1964 och 1995. På 1960-talet gjorde han och Anita Lindman barnprogram i tv. De var först med morgon-tv på jullovet i slutet av 1960-talet, ett koncept som sedan följdes av Beppe Wolgers. Omkring 1970 övergick de till radio och Veckans tisdag, där tant Anita höll skola för Televinken och Grodan Boll. Under 1970-talet ägnade sig tant Anita och Televinken också mycket åt att lära barn trafikregler i ett långt samarbete med Trafiksäkerhetsverket. Det spelades även in LP-skivor. 
Programmen var ofta uttalat pedagogiska men lyckades samtidigt vara underhållande. Hemligheten med Televinkens stora popularitet var kanske den framtoning av småbusig och nyfiken pojke som Ola Lundberg gav honom och den naturliga, vänliga dialogen mellan honom och tant Anita. Ola Lundberg planerade innehållet men dialogen mellan dem var ofta improviserad.
Endast ett fåtal av alla tv-program var skapade av Sveriges Radio Tv:s barnredaktion. Då Anita Lindmans idé med en docka föddes arbetade hon som barnhallåa på tv. Efter att ha införskaffat marionettdockan i London ville hon ha den med i ett barnhallå på tv. Hon frågade då de närvarande teknikerna om någon ville hålla dockan under sändningen. Ola Lundberg ställde då upp och utifrån detta program där allt stämde skapades Televinken, som fick sitt namn genom en namntävling som Anita Lindman utlyste. Barnavdelningen stöttade inte programidén och Anita Lindman betalade Ola Lundberg av sitt gage under många år.
Dockan Televinken, som Anita Lindman köpt i England, ersattes efter något år av en docka Ola Lundberg tillverkade själv. Originaldockan gjorde Ola av trä och hans mamma målade ansiktet. Öronen tillverkades av en nylonstrumpa. Huvudet har funnits med hela tiden men den nuvarande dockan har sin tredje kropp, nu i aluminium. Dockan finns sedan 2016 utställd på Scenkonstmuseet i Stockholm. Han har gjort comeback vid enstaka tillfällen: i ett program om sexualupplysning med Mark Levengood 1992, i ett kort minnesprogram 2000 och i ett Sommarprogram 2004.

## EP-skivor/singlar
- 1966 Televinkens bakskiva. (enkelsidig) Medföljer boken Televinken åker tåg
- 1967 Televinken med Anita bland djuren på landet. Medföljer boken Televinken och den lilla grisen
- 1968 Julstök med Anita och Televinken. Medföljer boken Televinken på tivoli
- 1969 Televinken får en idé. Medföljer boken Televinken får en idé
- 1970 Televinken på Skansen. Medföljer boken Televinken på Skansen
- 1970 Televinken i Barnens trafikklubb
- 1971 Televinken i Barnens trafikklubb
- 1972 Televinken i Barnens trafikklubb
- 1973 Televinken i Barnens trafikklubb
- 1973 Televinken i Årets stad. B-sida på Eskilstuna är värt en melodi

## LP-skivor
- 1971 Televinken på skattjakt
- 1972 Televinkens rymdfärd
- 1972 Veckans tisdag
- 1973 Tjong i baljan!
- 1974 Anita och Televinkens trafikskiva
- 1975 Äventyret med guldfisken
- 1976 Anita och Televinken befriar draken
- 1978 Anita, Televinken och grodan Boll spelar upp

## CD
- 2001 Anita & Televinken, Gullan Bornemark. Guldkorn
- 2001 Anita och Televinkens trafikskiva
- 2006 Anita och Televinken. Våran CD